# DSA-303
La DSA-303 es una carretera perteneciente a la Red Secundaria de la Diputación Provincial de Salamanca que une la  N-620  con el Hospital de Los Montalvos.

## Origen y Destino
La carretera  DSA-303  tiene su origen en Carrascal de Barregas en la intersección con la carretera  N-620 , y termina en el Hospital de Los Montalvos, formando parte de la Red de carreteras de Salamanca.